# Policijsko potapljaštvo
Policijsko potapljaštvo (ang. police diving) je veja profesionalnega potapljanja, ki jo izvajajo policijske službe. Policijski potapljači so večinoma prisegli policisti, ki so lahko zaposleni za polni delovni čas kot potapljači oz. splošni vodni policisti ali pa so prostovoljci, ki običajno služijo v drugih enotah. Takoj so vpoklicani, če so potrebne njihove potapljaške storitve.
Naloge, ki jih vključuje policijsko potapljaštvo: reševalno potapljanje za podvodne žrtve, iskanje in odkrivanje dokazov ter trupel (včasih tudi samo organov).
"Javno varnostno potapljanje (ang. public safety diving)" je izraz, ki ga je leta 1970 prvi uporabil Steven J Linton za opisati podvodno reševanje, odkrivanje in preiskave izvedene od potapljačev, ki delajo za oz. pod vodstvom občinskih, državnih ali zveznih agencij. Ti potapljači so običajno člani policijskih oddelkov, požarno reševalnih agencij, iskalnih in reševalnih ekip ali ponudniki nujnih zdravstvenih storitev. Javno varnostni potapljači so lahko plačani od prej omenjenih agencij in prostovoljnih društev ali prostovoljcev.
Izmišljeni primer policijskega potapljača je Eric Delko iz CBS kriminalne drame CSI: Miami.

## Javno varnostno potapljanje
Izpisek iz NYPD Scuba Team govori o tem, kaj javno varnostno potapljanje vključuje:
- Pridobivanje dokazov
- Pridobivanje potopljenih trupel oz. teles (od nesreč / samomorov / žrtev kaznivih dejanj)
- Dejavnosti oz. operacije proti drogam (pregledovanje ladijskih trupov, itd.)
- Protiteroristične operacije (odstranjevanje eksplozivne artilerije)
- Iskalne in reševalne operacije
- Uveljavitev pomorskega prava

Glede na pogoje, v katerih se lahko zgodijo nesreče ali kjer lahko kriminalci odločijo z razpolaganjem dokazov ali njihovih žrtev, se bi policijski potapljači morali potopiti:
- V močvirnate kanale, jezera in reke
- V tokove, ki lahko delujejo tako hitro kot 6 vozlov
- V cevi za dovod in kanalizacijo
- V vodne stolpe Reševanje podvodnih žrtev (en: Saving underwater victims).

pod sovražnimi okoljskimi pogoji, ki lahko vključujejo:
- Umazane usedline, blato, umazanijo ali debelo rastlinstvo
- Pod ledom
- Ponoči ali s slabo vidljivostjo
- Hladno vodo, groba morja in vreme
- Močne tokove
- Vodo s strupi in paraziti
- In druge razmere, ki presegajo rekreacijsko potapljaške treninge

## Rekreacijsko - reševalni potapljaški tečaji
Izraz "reševalni potapljač" v vseh agencijah za usposabljanje rekreativnega potapljaštva v glavnem pomeni reševanje samega sebe ali reševanje prijateljev pod normalnimi potapljaškimi pogoji, ko se nekdo utopi, kako se izogniti nesrečam s prepoznavanjem paničnih potapljačev in odpovedi opreme ter v primeru nesreče, osnovna prva pomoč in kako upravljati scene, dokler ne pridejo strokovnjaki. Čeprav so to dobri tečaji za dokazovanje potapljaškega znanja in nadaljnega napredovanja v potapljaškem izobraževanju, to niso strokovni (profesionalni) tečaji. Veliko poklicnih tečajev bo pričakovalo udeleženca, da bo napredoval do te ravni v rekreativnem potapljanju, preden bo postal strokovnjak.

## Profesionalno javni varnostni potapljaški tečaji
Za ta namen, agencije za potapljaško usposabljanje kot so Emergency Response Diving International (ERDI), National Academy of Police Diving (NAPD) in Team Lifeguard Systems so razvile posebne tečaje za usposabljanje potapljačev na glavni temi, kako se varno odzvati na te situacije.
The National Academy of Police Diving (NAPD) je bila ustanovljena leta 1988 od skupine policijskih potapljačev z namenom k ustvarjanju nacionalnega standarda za policijsko in javno varnostno potapljaško usposabljanje in uradno potrditev (certifikacija). Pomagalo je zagotoviti usposabljanje za policiste, gasilce, vojaške potapljače in okoljske preiskovalce na naslednjih lokacijah: Severna Amerika, Srednja Amerika, Rusija, Avstralija in Karibi.

## Oprema za javno varnostno potapljanje
Podjetja kot so OMS in Zeagle, prek posebnih zahtev javnega varnostnega potapljanja, so razvila specifične izdelke za naloge, kot so kemično odporni BC sistemi (podjetje OMS), za potapljanje v onesnaženih vodah ali HAZMAT pogoji in Zeagle’s SAR in 911 sprememb njihovega Ranger modela BCD, ki ima posebnosti, ena izmed njih je oprtnik za helikopterska dvigala in hitra vodna dela.